# Široke
Široke – wieś w Chorwacji, w żupanii szybenicko-knińskiej, w gminie Primošten. W 2011 roku liczyła 154 mieszkańców.